# Simmi
Die Simmi ist ein Bach im Kanton St. Gallen. Sie ist ein Zufluss des Werdenberger Binnenkanals.

## Name
Der Bach wurde erstmals im Jahr 1412 („ab in die kalten Symien“) schriftlich erwähnt. Der Name könnte mit dem altnordischen Wort simi „Meer“ etymologisch in Verbindung stehen.

## Geographie

### Verlauf
Die Simmi entspringt im Oberhag, nordwestlich von Vogelegg. Sie passiert dann den Schönenbodensee in Wildhaus SG und durchquert das Simmitobel, bevor sie in einen Geschiebesammler mündet. Anschliessend fliesst die Simmi in einem kanalisierten Bett durch das Gamser Riet, durchfliesst einen weiteren Geschiebesammler und mündet östlich von Gams in den Werdenberger Binnenkanal. 2019 wurden die letzten rund 975 Meter der Simmi renaturiert.

### Zuflüsse
- Wurzentobelbach (rechts), 2,3 km
- Letzibach (links), 2,7 km
- Bluetlosenbach (rechts), 1,9 km
- Räppenabach (rechts), 0,7 km
- Badweidbach (rechts), 0,8 km
- Burstelbach (links), 2,2 km
- Plenenbach (Cholbentöbeli, Striggerenbach, ) (rechts)
- Saleggbach (rechts), 1,5 km
- Ackerbächli (links), 0,3 km
- Seebach (links), 0,4 km
- Aubach (links), 1,1 km
- Häglibach (links), 0,6 km
- Bruggbach (rechts), 1,2 km
- Neuenalpbach (links), 1,9 km
- Werdenbächli (rechts), 1,0 km
- Hintereggbächli (rechts), 1,3 km
- Ackerbach (Rütibach) (links), 2,6 km
- Tschilsbach (rechts), 1,1 km
- Dreinamenbach (links), 3,6 km
- Langengraben (rechts)